# St. Johannes der Täufer (Todtnau)

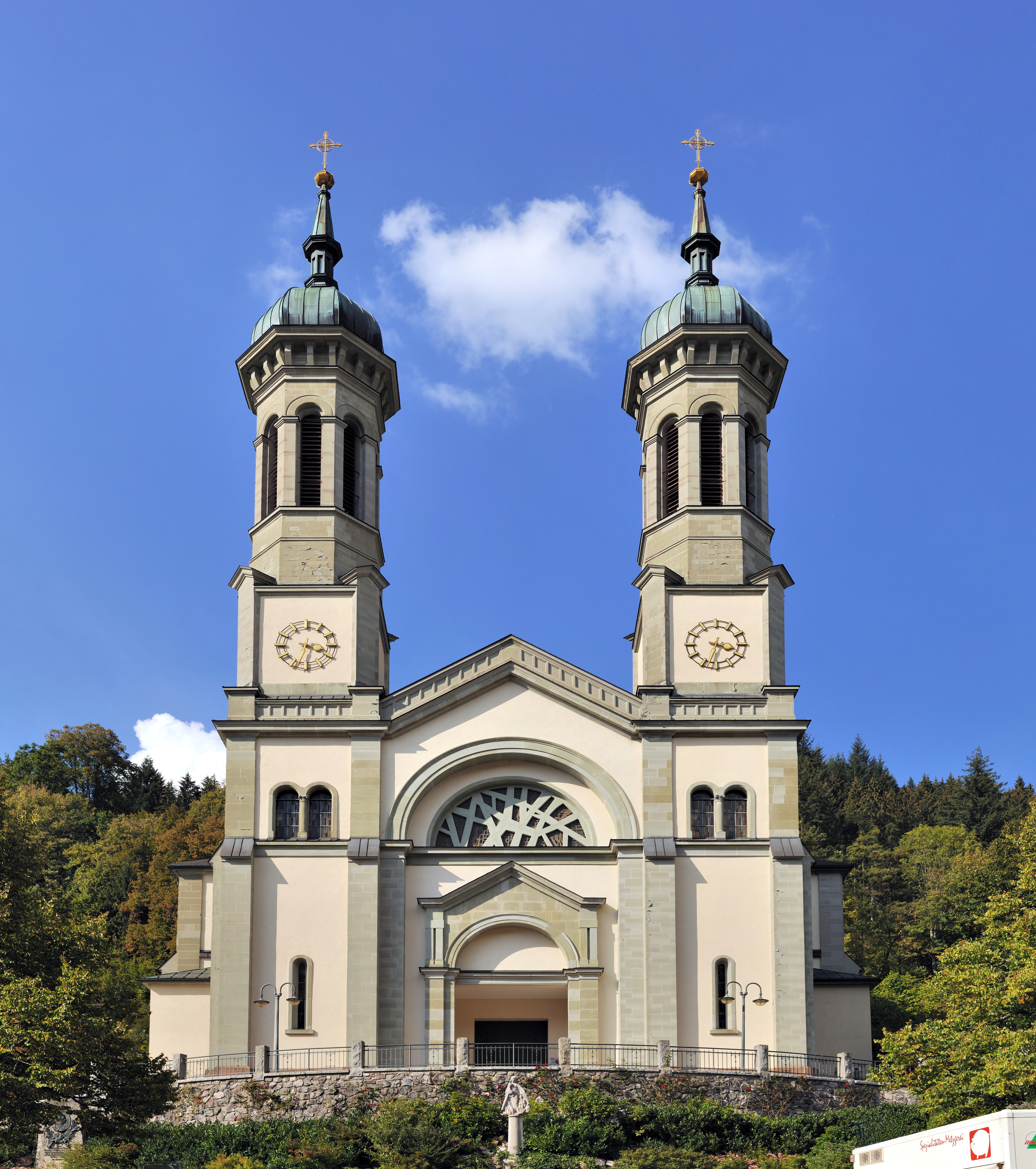
St. Johannes der Täufer

St. Johannes der Täufer ist eine römisch-katholische Pfarrkirche in Todtnau im Schwarzwald, die Ende des 19. Jahrhunderts nach Plänen des Architekten Georg Schäfer erbaut wurde. Der neoromanische Bau zitiert neben Stilformen der Renaissance auch die des Barocks und gilt damit als Einzelfall von großem kunsthistorischen Wert. Durch den erhöhten Standort ist das Gotteshaus weithin in der Stadt sichtbar und gilt als ihr Wahrzeichen. Ende des 13. Jahrhunderts wurde Todtnau zur eigenen Pfarrei erhoben und im August 1288 eine Steinkirche zu Ehren des heiligen Johannes des Täufers geweiht. Mehrfach brannten die Vorgängerkirchen nieder. Auch die unmittelbare Vorgängerkirche fiel einem verheerenden Brand im Juli 1876 zum Opfer. Die Pfarrei St. Johannes bildete zusammen mit der von St. Jakobus in Todtnauberg eine Seelsorgeeinheit, die sich 2012 mit der ehemaligen Seelsorgeeinheit Schönau, bestehend aus der Pfarrei Allerheiligen in Wieden und der Filialkirchengemeinde St. Wendelin (Geschwend), zur Seelsorgeeinheit Oberes Wiesental zusammengeschlossen hat.

## Geschichte

### Ursprünge
Todtnau gehörte zunächst der Pfarrei Tegernau an und ab 1164 Schönau im Schwarzwald. 1283 stellten wohlhabende Silbergrubenbesitzer aus dem Ort einen Antrag an den Abt vom Kloster St. Blasien, ein eigenes Bethaus oder eine Kapelle errichten zu dürfen. Dem Wunsch wurde stattgegeben, so dass am 21. August 1283 sehr wahrscheinlich auf dem Grund des heutigen Marktplatzes eine hölzerne Kapelle mit beweglichem Altar geweiht worden war, in der samstäglich ein Priester aus Schönau einen Gottesdienst abhielt. Am 8. September 1288 wurde Todtnau in den Stand einer eigenen Pfarrei erhoben und eine steinerne Kirche anstelle der Kapelle errichtet. Die Weihe dieser Kirche vollzog bereits als Stellvertreter des Konstanzer Bischofs im August der Deutschordensbruder und Titularbischof von Litauen, Johann von Letovien.

### Erste Steinkirche und Folgebau
1341 kam es am selben Platz zu einem Neubau. Für das geostete Gotteshaus verwendete man Material aus dem Fahrnauer Steinbruch. Die gotische Kirche war im Süden ein dreigeschossiger Glockenturm mit Satteldach angebaut. Um 1490 entstand ein Schnitzaltar mit den Heiligen Petrus und Paulus. Nachdem am 12. August 1553 diese Kirche aufgrund einer Feuersbrunst im Tal zerstört worden war, stelle man sie in den Jahren 1578 bis 1580 im Renaissance-Stil wieder her. Die Glocken für diese Kirche goss der Waldshuter Glockengießer Hans Sternecker kurz nach Errichtung der Kirche. 1602 erhielt das Gotteshaus einen neuen Hochaltar. Infolge des Pfälzischen Erbfolgekriegs wurde Todtnau und in der Folge auch die Kirche am 15. Juni 1689 durch französische Truppen niedergebrannt.

### Dritte Kirche
1692 stellte man die Kirche unter Verwendung der ausgebrannten Turm- und Langhausmauern wieder her. Das Kloster St. Blasien stiftete den barocken Hochaltar und mehrere Gemälde. Im Jahr 1700 wurde vom Baumeister Franz Schuck aus Mittelberg im Kleinwalsertal das Pfarrhaus neu erbaut. Die drei Altäre der Kirche erhielten am 20. Oktober 1715 ihre Weihe durch den Konstanzer Weihbischof Konrad Ferdinand Geist von Wildegg. Über das Kircheninnere befand Daniel Frei, der Ratschreiber von Brandenberg und Fahl, folgendes:

„Die alte Kirche ließ an Geschmack und Baustil vieles zu wünschen übrig. Dieselbe hatte ein Schindelfach, das Langhaus ungleiche Seitenmauern, der ‚Blafon‘ [Decke] war von Brettern ohne Gemälde, mit Kalk geweißelt. Darin waren drei Altäre, wovon sich hauptsächlich der Hochaltar und der Muttergottesaltar auszeichneten, und wird man nicht bald schöneres sehen. Hauptsächlich der letzte war sehenswert. Es war die schmerzhafte Muttergottes sitzend mit dem Leichnam Jesu in ihrem Schoß in Lebensgröße und so anmutig in Figuren (also nicht gemalt) dargestellt, daß es den Härtesten zur Andacht bewegen mußte. Der weitere Seitenaltar, der sogenannte Johannesaltar, war nicht so geschmackvoll. Derselbe war dem Kirchenpatron, dem hl. Johannes, geweiht und war letzterer auf ein Brett gemalt wie ein rohes Kleid von Kamelhaaren und einem ledernen Gürtel um seine Lenden trug, in der rechten Hand hielt er die Schale zur Wassertaufe am Jordan, in seiner Linken hielt er den Stab, ein Kreuz vorstellend, mit der Überschrift: Ecce Agnus Die. Zu seinen Füßen war das Lamm Gottes mit dem Kreuz vorgestellt. Bei der Kanzel an der Wand war wieder Johannes vorgestellt, wie er Jesus den Erlöser im Fluß Jorden taufte.“

### Vierte Kirche
Am 14. September 1772 brannten 14 Häuser und der Kirchturm ab; dabei schmolzen auch die vier Glocken. Die Wiederstellung unter Abt Martin Gerbert fand von 1775 bis 1778 statt. Dabei erhöhte man den Turm um 6,60 Meter und der Schönauer Franz Josef Becker malte das Turmuntergeschoss aus, in dem der Chor untergebracht war. Die neuen Glocken wurden 1775 von der Freiburger Gießerei Sebastian Bayer gegossen. Die 1000, 672, 336 und 152 Pfund schweren Glocken wurden zu einem Preis von 708 fl 46 kr geliefert. Der ehemalige Benediktiner Moritz Moyaux aus dem Kloster St. Blasien wurde mit der Säkularisation 1806 Pfarrer in Todtnau. Er startete unter den Pfarrmitgliedern den Aufruf, sich um eine Orgel für die Kirche zu bemühen. Mitte 1808 erhielt der Orgelbauer Xaver Bernauer (1768–1831) aus Staufen im Breisgau den ursprünglichen Auftrag, eine Orgel mit zehn Registern herzustellen. Nach Prüfung der Pläne durch den Kapellmeister Schmittbauer aus Karlsruhe musste Bernauer die Disposition überarbeiten und schuf ein Instrument mit 12 Registern, das schließlich genehmigt wurde.

### Projektierter aber nicht ausgeführter Neubau
Mit dem Anwachsen der Todtnauer Bevölkerung wurden Friedhof und Kirche zu klein. In einem Bericht des Bezirksamts Schönau vom 12. Juli 1822 wird zum einen festgehalten, dass eine Vergrößerung der Pfarrkirche dringend geboten sein; zumindest aber seien die notwendigen Reparaturarbeiten an den Kirchenstühlen und Säulen der Empore vorzunehmen. In dem Bericht an die Kreisdirektion Freiburg wird weiter festgestellt, dass die Gemeinde zu arm sei, die notwendigen Arbeiten aus eigener finanzieller Kraft tragen zu können. Aus diesem Grund wurde 1823 Baumeister Frinz von Lörrach beauftragt, einen Vorschlag für einen Neubau einzureichen. Die Pläne wurden jedoch zum einen aus Geldmangel, zum anderen aber auch aufgrund fehlender Unterstützung des Kreisdirektoriums nicht umgesetzt. Auch eine Überarbeitung der Pläne von Frinz konnte nicht überzeugen. Dabei wurden verschiedene Varianten in Erwägung gezogen. Einerseits sollte zur Kostensenkung möglichst viel der alten Bausubstanz erhalten bleiben, anderseits konnte man sich nicht zu sehr an dem bisherigen Bau orientieren, da durch das begrenzte Grundstück ein Neubau nicht wesentlich größer ausfallen konnte. Erst 1826 entschloss man sich endgültig, die Pläne von Frinz nicht weiter zu verfolgen und entlohnte den Baumeister lediglich für den Aufwand, die Pläne hergestellt zu haben.
Da die Probleme weiterhin bestanden, kam es als Notlösung 1826 zu Instandsetzungsarbeiten und 1859 zur Verlängerung des Langhauses. Da mit 624 Plätzen die Kirche nach ihrer Erweiterung dennoch zu klein war, kam der Vorschlag auf, 25 dieser Plätze zu vermieten.

### Brandkatastrophe und Errichtung der heutigen Kirche
Am 19. Juli 1876 brach zur Mittagszeit im Dachraum der Papierfabrik Emil Ziegler ein Feuer aus, welches sich schnell auf die umliegenden Bauwerke und schließlich auf weite Teile der Stadt ausbreitete. Erst vier Stunden später konnte der Brand an einer weiteren Ausbreitung gehindert werden. Er machte über 1000 Menschen obdachlos und verwüstete 149 Bauwerke in Todtnau, darunter das Pfarrhaus und die Kirche. Noch im selben Jahr errichtete man neben der Friedhofskapelle eine Notkirche, die der Gemeinde bis 1881 diente. Im Januar sprengte man die nicht mehr rettbare Kirchenruine.
Die Todtnauer Gemeinde hatte bereits vor dem Brand wegen klammer finanzieller Mittel den Neubau der Kirche nicht vornehmen können. Durch das Unglück verschärfte sich die Lage, da die Gemeinde vorrangig Rathaus, Krankenhaus und weitere öffentliche Bauwerke neu errichten musste. Aus diesem Grund startete am 8. August 1876 der Oberstiftungsrat einen Aufruf an alle Kirchengemeinden in der Erzdiözese Freiburg, der vom Brand heimgesuchten Gemeinde zu helfen. Bereits 1877 nahm der Kirchenneubau konkrete Formen an. Dazu besuchte am 5. April 1877 der Architekt Georg Schäfer den Bauplatz, um sich ein Bild von der Situation vor Ort machen zu können. Er stellte fest, dass durch den erhöhten Standort die Kirche eine imponierende Lage einnehmen würde. Gleichzeitig schlug er zur Kostensenkung vor, den Berghang auf bis etwa 64 Meter Tiefe abzutragen, um damit bereits Material für das Fundament des Platzes zu haben. In seiner Planung berücksichtigte er auch, dass das auftretende Bergwasser abgeleitet werden müsse, um den Kirchenstandort trocken zu halten. Da die Pläne Schäfers bei der Vorstellung im Erzbischöflichen Bauamt sehr gut ankamen, gab dieses bereits am 3. Mai einen Beschluss bekannt, dass die Pfarrkirche schnellstmöglich wiederaufgebaut werden solle. Am 5. Februar 1878 übergab der Architekt dem Kapitels-Vikariat in Freiburg die Pläne mit dem Kostenvoranschlag von 213.735,20 Mark. Bereits am 21. Februar stimmte die kirchliche Behörde den Plänen zu, merkte aber an, dass die geplanten überlebensgroßen Posaune blasenden Engelsfiguren auf den Kirchturmspitzen nicht ausgeführt werden sollten. Auch die Finanzierung war gesichert, nachdem ohne auswärtige Hilfe bis 1878 Spenden in Höhe von 61.544,75 Mark gestiftet worden waren.
Nachdem bereits 1878 die ersten Sprengarbeiten am Berghang begonnen hatten, fand die Grundsteinlegung zum Neubau am 30. Juni 1879 statt. Nach Fertigstellung der Steinrampe und Auffahrtswege wurde der Kirchenbau auf massivem Felsgrund errichtet. Der weiße Sandstein wurde aus Aarburg in der Schweiz herbeigeholt. Am 23. Oktober 1881 fand ein feierlicher Einzug und die Benediktion des Gotteshauses statt. In den Jahren 1882 bis 1883 wurden die beiden Kirchtürme erbaut. Die in der Firma Cansardin in Colmar gefertigten Glocken gingen auf eine Spende einer Privatperson zurück. Nach Fertigstellung wurde am 20. Juni 1888 durch Erzbischof Johann Christian Roos die Kirche zu Ehren des heiligen Johannes des Täufers geweiht.
Die Pfarrkirche erhielt durch die Gebrüder Moroder, welche bereits 1911 den Hochaltar durch ein neues Tabernakel mit dem vergoldeten Flachrelief Mariä Verkündigung auf den Türen abgeändert hatten, 1912 einen gotischen Fronleichnamsaltar (für Ph. Schubnell) und 1913 auf Bestellung des Stadtpfarrers Winterhalder einen Marienaltar (Muttergottes von der Immerwährenden Hilfe).
Während in den 1950er-Jahren das Äußere der Kirche renoviert wurde – 1951 wurde das Kirchendach mit Schiefer neu eingedeckt und 1959 die Sakristei erweitert sowie um den Chor zur Entwässerung ein Graben ausgehoben – wurde Anfang der 1960er-Jahre das Kircheninnere mit einem Aufwand von 360.000 Mark neu gestaltet. Neben einem Neuputz erhielt die Kirche ein neues Kirchengestühl, zwei Glasgemälde in den Querschiffen sowie das Chormosaik von Hans Baumhauer. Am 18. Juni 1961 erfolgte die Weihe des Hochaltars durch Weihbischof Karl Gnädinger. 1964 erhielt das Gotteshaus eine neue Orgel. In der ersten Hälfte der 1980er Jahre wurden beide Kirchtürme saniert – 1982 bis 1983 der Westturm, 1984 bis 1985 der Ostturm. Weitere Sanierungsmaßnahmen, die bis Ende der 1980er-Jahre durchgeführt wurden, beanspruchten Kosten von über 2,8 Millionen Mark. Am 8. September 1988 beging die Gemeinde die 700-Jahr-Feier ihres Bestehens und stellte aus diesem Anlass eine Schutzmantelmadonna vom Rheinfelder Künstler Leonhard Eder am östlichen Treppenaufgang zur Kirche auf.

## Beschreibung

### Lage und Kirchenbau

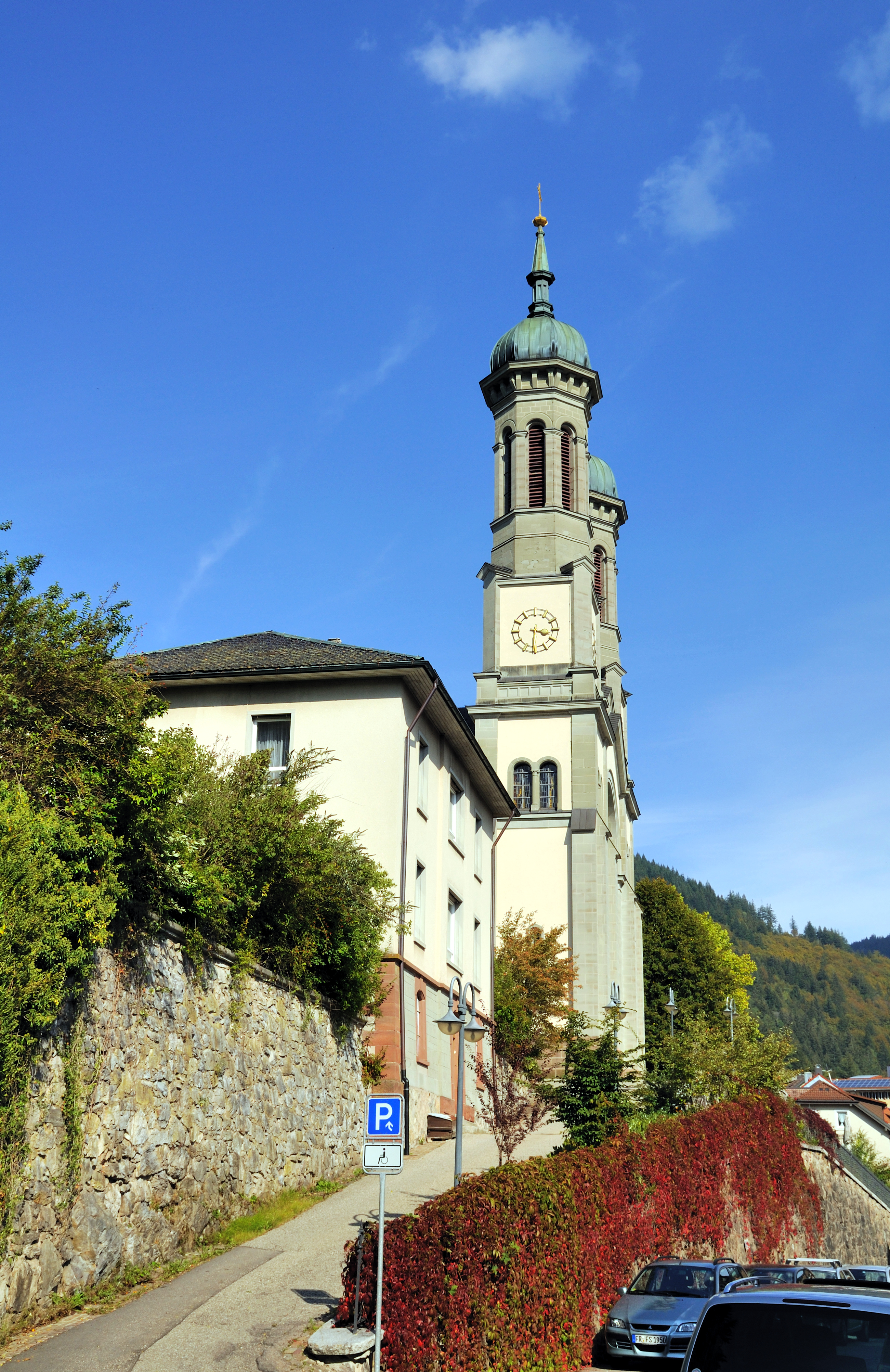
Blick von Süden

Die Pfarrkirche steht erhöht auf 659 Meter Höhe östlich des Marktplatzes im Zentrum Todtnaus in der Achse der Hauptstraße. Vom Marktplatz führen eine Treppe und zwei Rampen auf den durch Stützmauern gestärkten und erhöhten Standort. Für ein gleichmäßiges Fundament steht das Gotteshaus zwischen sechs und zehn Metern hinter den Stützmauern. Der Zentralbau mit kreuzförmigem Grundriss weist zur Ostseite zwei schlanke, jeweils 42 Meter hohe Kirchtürme auf. Die Ostfassade ist mit Putzflächen und grüngrauem Sandstein deutlich gegliedert. Die verwendeten Rundbögen, Dreiecksgiebel, hervortretenden Gesimse und Lisenen zitieren dabei die neoromanische Formensprache. Über dem Hauptportal befindet sich ein auffälliges Halbbogenfenster, das ursprünglich von zwei Säulen gegliedert wurde. Diese wurden 1960 zugunsten eines Betongerippes entfernt. Den oberen Abschluss der Eingangsfassade bildet ein spitzer Giebel mit Schmuckfries. Die schweren kupfernen Portaltüren zeigen eingraviert die Stämme Israels, die sich auf dem Heimzug des Herren befinden.
Die beiden Türme ragen zunächst im quadratischen Grundriss empor – im obersten Geschoss befinden sich die Zifferblätter der Turmuhr – und setzen sich mit achteckigem Grundriss fort. Beide Türme weisen in diesem Bauabschnitt jeweils acht schlanke, rundbogig schließende Klangarkaden auf. Darüber wird das Dach von barock wirkenden grünen Zwiebelhauben und einer schmal aufsteigenden Laterne mit vergoldeter Turmkugel und Kreuz abgeschlossen.

### Innenraum und Ausstattung
Der kreuzförmige Grundriss ist ebenfalls im Inneren auszumachen. Die Länge des Kreuzes beträgt 42,50 Meter, die Breite 30,80 Meter. Die Arme des Kreuzes greifen dabei um ein Joch aus dem Baukörper hinaus. Die Innenraumhöhe beträgt 15,90 Meter; die Außenhöhe ist 19 Meter. Der Kreuzungsbereich von Haupt- und Querachse bildet eine achtseitige Raummitte, die durch eine kegelförmig ansteigende Holzdecke überhöht wird, wodurch ein kuppelähnlicher Eindruck erzeugt wird. Die Holzdecken über der Empore und dem Chor wurden flach eingezogen. An den rechteckigen, durch vier Stufen erhöhten Chor schließt sich eine halbrunde Apsis an. Chor und Gebetssaal sind zusätzlich durch eine niedrige Chorschranke voneinander getrennt. Der Innenraum ist geprägt von Pfeilern, über deren Gesimsauflage Rundbögen und Pilaster aufsteigen. Der Innenraum um das zentrale Achteck ist in Umgänge und Seitenräume untergliedert.

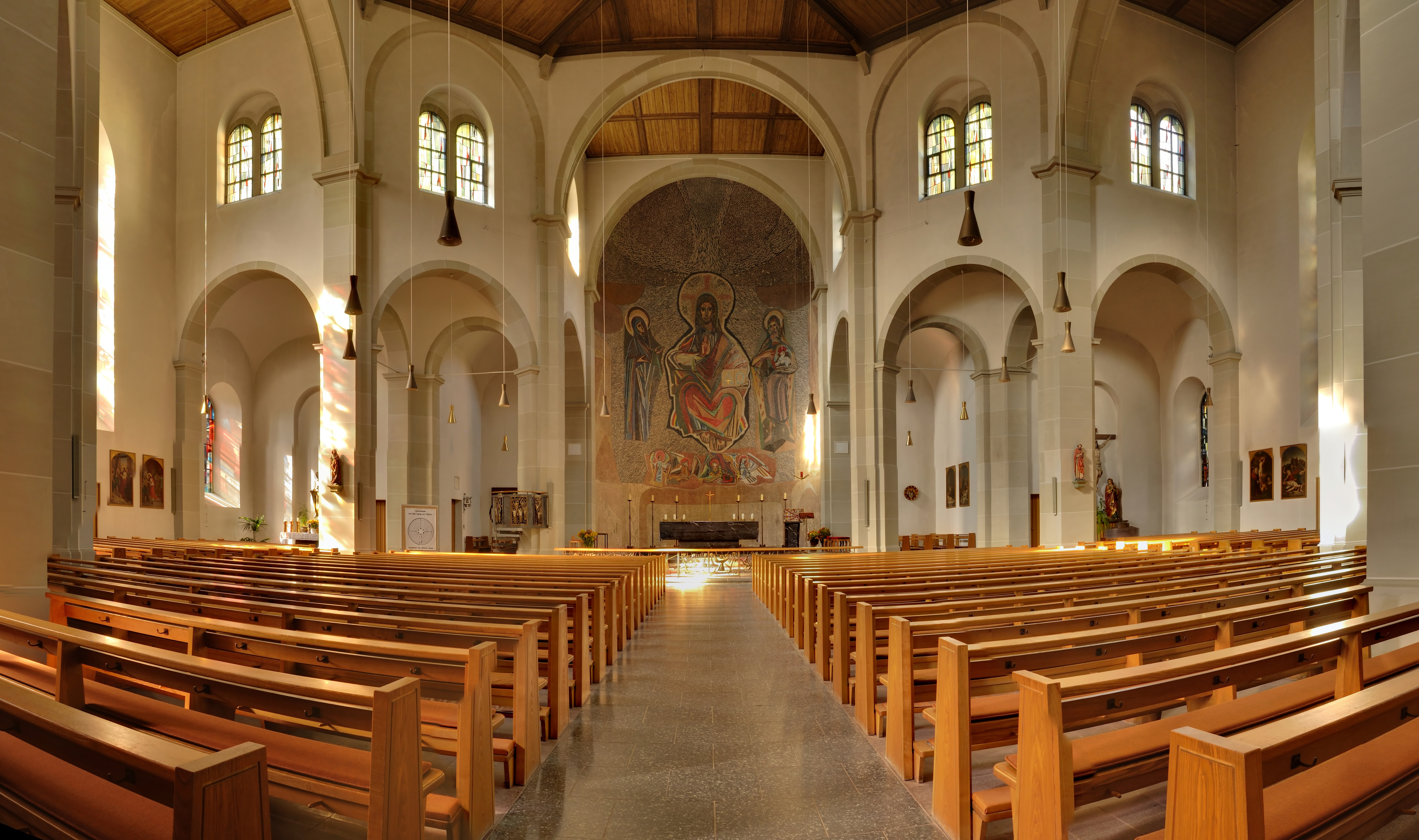
Innenraum mit Blick zum Chor

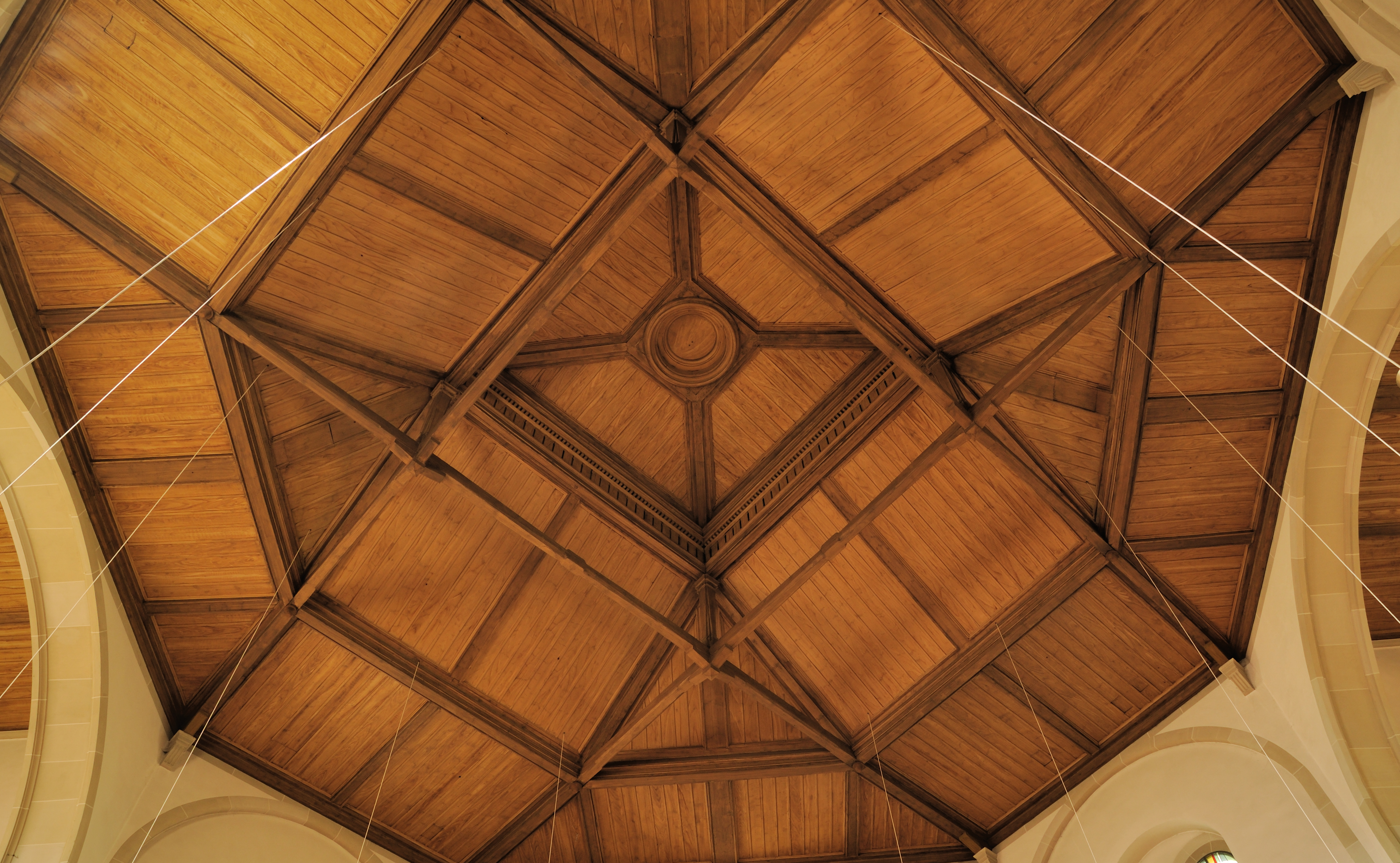
Decke

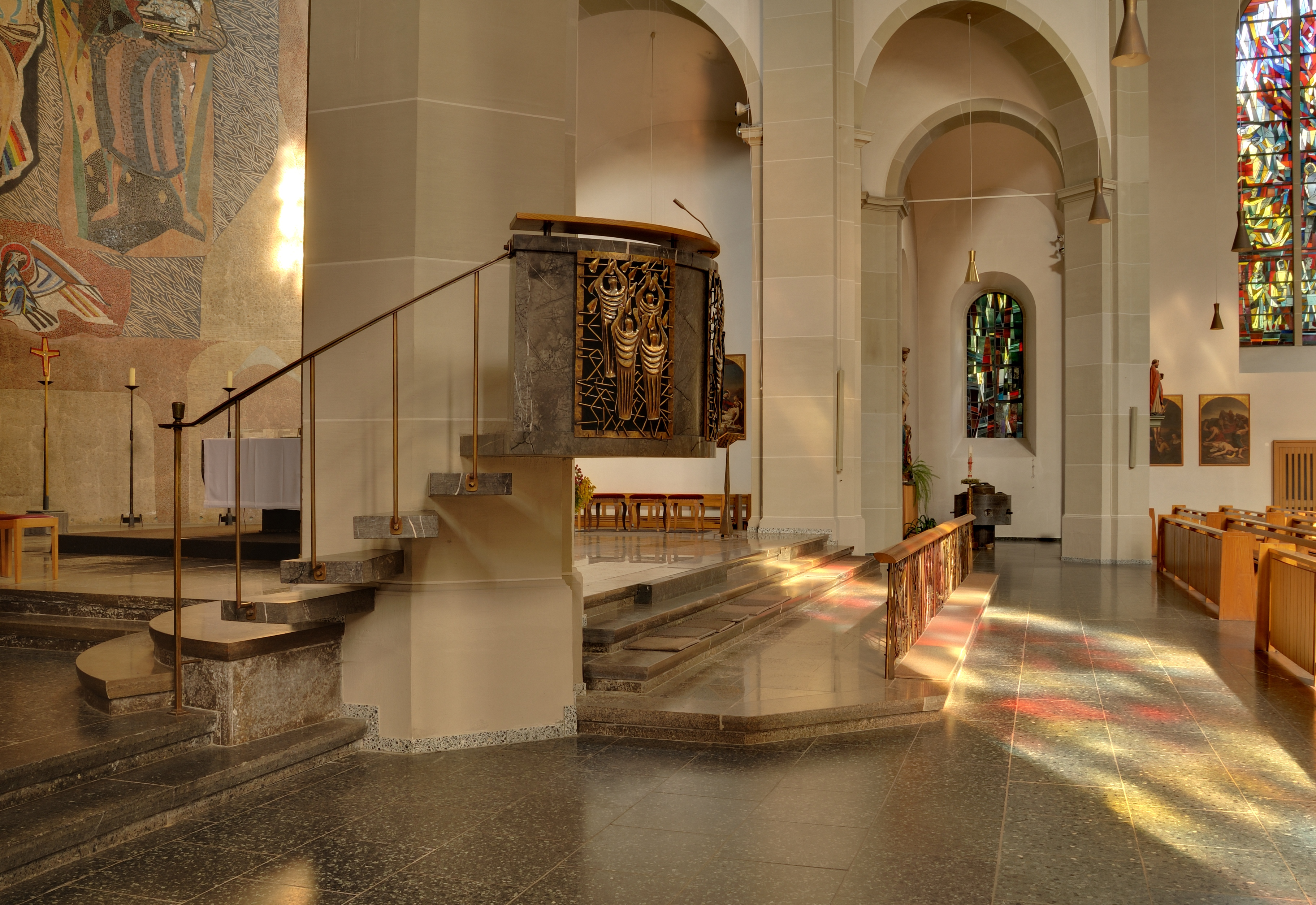
Kanzel

Bis zur Innenraumrenovierung in den 1960er-Jahren war der Hochaltar von 1880 bis 1881 aus der Kunstwerkstätte Marmon in Sigmaringen der räumliche Höhepunkt der Ausstattung. Dieser wurde durch einen acht Tonnen schweren Altarblock aus Werdenfelser Marmor ersetzt. Rechts vom Altar steht ein moderner Tabernakel. Die Arbeit des Pforzheimer Goldschmieds Anton Kunz zeigt einen Bergkristall und Strahlensonne. Ebenfalls von Kunz ist der Altarleuchter und das vergoldete Vortragekreuz aus Messing. Aus demselben Marmor wie der Altartisch besteht der Taufstein, der gleichzeitig als Weihwasserbehälter dient. Am linken Chorpfeiler befindet sich ein kanzelartiger Ambo, dessen geschmiedetes Gitterwerk eine vergoldete Darstellung des Pfingstgeschehens zeigt. Ambo und Kommunionbank stammen vom Bildhauer Harry MacLean. Am linken Seitenaltar steht eine 170 Zentimeter hohe vergoldete Madonna mit Kind. Die Figur aus Betonguss stammt vom Karlsruher Bildhauer Emil Sutor. Zu den ältesten Ausstattungsstücken gehören die zwei an den Pfeilern der Schrägwände aufgestellten, 96 Zentimeter hohen Statuen der Apostel Petrus und Paulus. Sie stammen aus der Zeit um 1480 bis 1490 und standen früher am mittelalterlichen Hochaltar.
Besonders auffällig und damit im stilistischen Gegensatz zu den eher schlicht gehaltenen Ausstattungsgegenständen im Chor steht ein auffälliges, meterhohes Mosaikbild in der Apsiswand. Das vom Kunstmaler Hans Baumhauer entworfene Bild stellt über den vier Evangeliensymbolen einen gewaltigen Pantokrator dar, der in seiner Linken das Buch des Lebens hält. Links von ihm steht in einem dunklen Gewand die fürbittende Maria, rechts der Kirchenpatron Johannes der Täufer, der das Lamm Gottes hält. In der Apsiskugel ist das All und die Allmacht Gottes in einem Meer von Elementen metaphorisch dargestellt.
Die beiden Fenster in den Querarmen stammen von Edzard Seeger (1911–1990). Die Fenster weisen die Maße 8,50 auf 4 Meter auf. Das Fenstermotiv im östlichen Querhaus zeigt überwiegend in Blautönen den Sündenfall Adams und Evas mit dem von der Schlange umwundenen Paradiesbaum, über dem sich Hand Gottes befindet. Das Fenster im anderen Querhaus stellt im Kontrast dazu überwiegend in Rottönen den Baum des Lebens aus dem Neuen Testament dar. Dabei wird die Gestalt Jesu mit erhobenen Armen dargestellt und darunter Maria mit dem Jünger Johannes. Die Motive beider farbiger Fenster sind mosaikähnlich aus einzelnen Glasstücken zusammengesetzt.
Über dem Haupteingang ist die Orgel auf einer Empore aufgestellt. Über dem Orgelprospekt wird das Fassadenfenster im Halbrundbogen von 1961 sichtbar. Das in ein Betongerippe eingefasste Dallglas erstrahlt in leuchtenden Farben und lässt die Orgel je nach Lichteinfall in buntem Licht erstrahlen.

### Glocken
Die Kirche verfügt über ein 1949 von der Glockengießerei Junker aus Brilon hergestelltes fünfstimmiges Geläut aus Sonderbronze:
| Name         | Schlagton | Masse  |
| ------------ | --------- | ------ |
| St. Michael  | f′        | 900 kg |
| St. Johannes | as′′      | 540 kg |
| St. Maria    | b′′       | 390 kg |
| St. Josef    | c′′       | 270 kg |
| St. Cäcilia  | es′′      | 180 kg |

Die Glocken wurden zusammen mit jeweils zwei weiteren für die Kirchen in Aftersteg und Brandenberg für insgesamt 250'000 Mark bestellt, die innerhalb von drei Monaten vollständig durch Spenden der Gemeindeangehörigen aufgebracht wurde. Alle neun Glocken wurden am 29. Januar 1950 durch den Freiburger Domkapitular Hirt in der Todtnauer Johanneskirche geweiht.

### Orgel

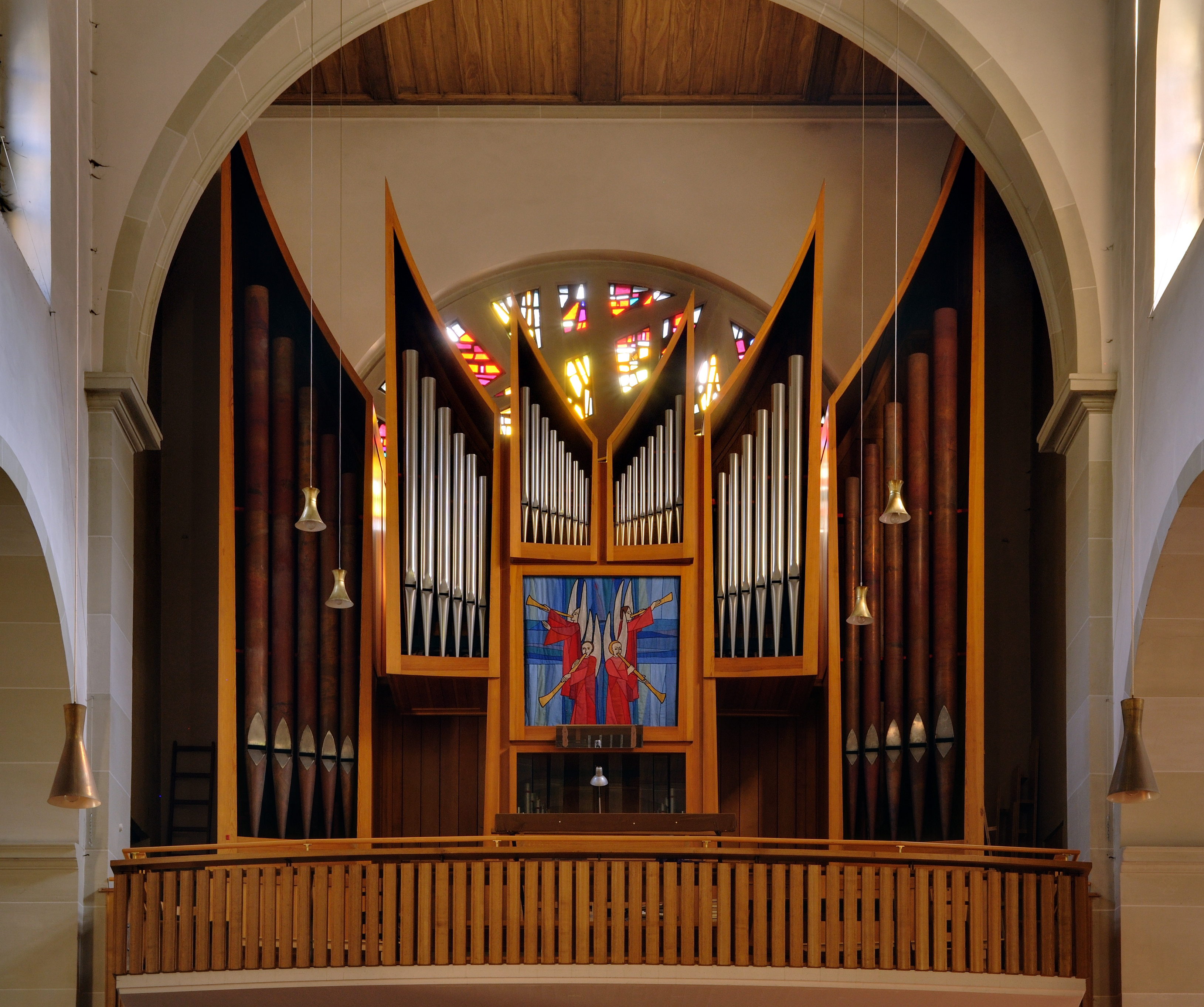
Rieger-Orgel

Die erste Orgel der heutigen Kirche wurde am 29. Mai 1898 für 8000 Mark geliefert. Sie umfasste 20 Register. Die heutige Orgel von der Orgelwerkstatt Rieger aus Vorarlberg wurde 1964 fertig gestellt und steht auf der Empore über dem Haupteingangsbereich. Das Instrument verfügt über elektrischer Register- und mechanische Spieltraktur mit Schleifladen und wird über drei Manuale und einem Pedal gespielt und umfasst insgesamt 38 Register. Der ansonsten nüchtern gestaltete Prospekt ist lediglich in der Mitte mit einem Bild dekoriert, das vier Posaune blasende, rote Engel vor blauem Grund darstellt. Die der Größe nach in mehreren Gruppen angeordneten Orgelpfeifen, die jeweils von der Mitte nach außen in steilem Winkel ansteigen, werden durch das Gehäuse eingerahmt. Hinter dem Orgelprospekt und teilweise davon verdeckt tritt das farbige Dallglas des Halbrundbogenfensters in Erscheinung, das die Orgel je nach Lichteinfall in buntes Licht eintauchen lässt.
Ihre Disposition ist nachstehend aufgeführt:
| I Schwellwerk  |                |
| Holzprinzipal  | 8′             |
| Rohrflöte      | 8′             |
| Prinzipal      | 4′             |
| Koppelflöte    | 4′             |
| Flachflöte     | 2′             |
| Sesquialter II | 2 ⁄3′ + 1 3⁄5′ |
| Quintan II     | 1 ⁄3′ + 8⁄9′   |
| Scharff IV     | 1′             |
| Trompete       | 8′             |
| Oboe           | 8′             |
| Tremulant      |                |

| II Hauptwerk |       |
| Bordun       | 16′   |
| Prinzipal    | 8′    |
| Spitzflöte   | 8′    |
| Oktave       | 4′    |
| Quinte       | 2 ⁄3′ |
| Prinzipal    | 2′    |
| Mixtur VI    | 1 ⁄3′ |
| Dulcian      | 16′   |
| Trompete     | 8′    |

| III Brustwerk |        |
| Quintade      | 8′     |
| Holzgedackt   | 8′     |
| Gemshorn      | 4′     |
| Prinzipal     | 2′     |
| Oktävlein     | 1′     |
| Terz          | 1 3⁄5′ |
| Zimbel III    | 1⁄3′   |
| Musette       | 16′    |
| Vox humana    | 8′     |
| Tremulant     |        |

| Pedal       |     |
| Prinzipal   | 16′ |
| Subbass     | 16′ |
| Gedeckt     | 8′  |
| Oktavbass   | 8′  |
| Choralbass  | 4′  |
| Pommer      | 4′  |
| Nachthorn   | 2′  |
| Mixtur V    | 2′  |
| Zartposaune | 16′ |
| Clairon     | 4′  |